# Tulipa heterophylla
Tulipa heterophylla (укр. Тюльпан різнолистий, тюльпан гетерофілла) — багаторічна рослина родини лілійних.

## Історія

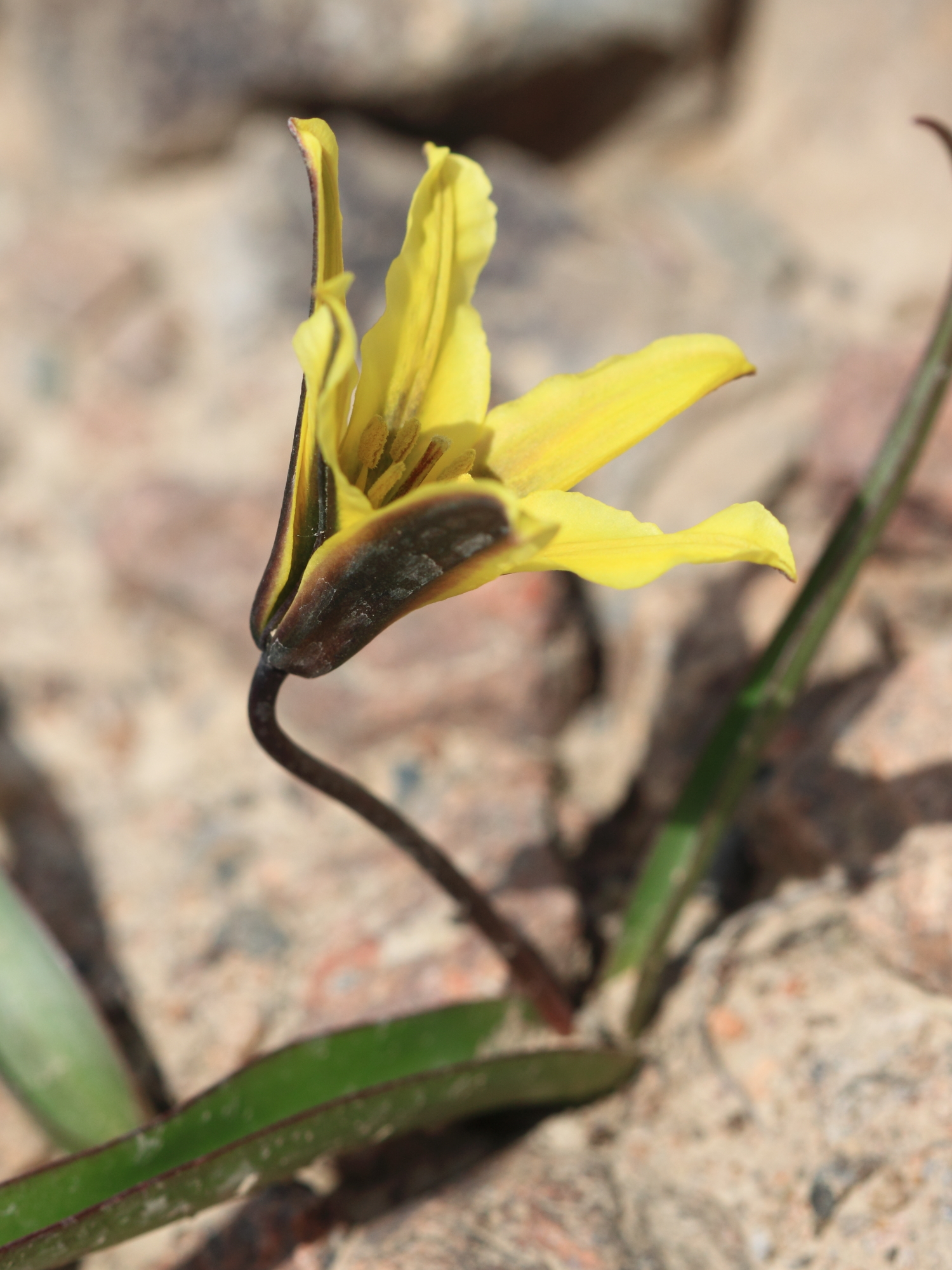
Tulipa heterophylla

Вид вперше описав у 1868 році російський ботанік Едуард Регель із Заілійського Алатау. Він відніс його до роду Orythia Don. У 1874 році Джон Гілберт Бейкер відніс його до роду тюльпан (Tulipa). Через незвичайний вигляд квітки цей вид ще раз був виділяений з роду тюльпан. У 1936 році радянський ботанік М. Г. Попов відніс його до нового описаного ним роду — Едуардорегелія (Eduardoregelia heterophylla (Regel) Popov), названого на честь Едуарда Регеля.

## Опис
Цибулина подовжена, яйцеподібна, дрібна, до 1-1,5 сантиметрів у діаметрі, з бурими, тонкошкірястими, продовженими, голими лусками, коричневого або чорно-коричневого забарвлення. Стебло голе, коротке, 5-15 сантиметрів заввишки. Листків два — лінійні або лінійно-ланцетні, голі, майже супротивні, заввишки не перевищують квітку. Квітка одиночна, поникла, з тупуватими, рівними за шириною довгасто-ланцетоподібними листочками оцвітини. Забарвлення квітки зсередини жовте, із зовні зеленувате. Тичинки в 1,5 рази коротше-оцвітини. Тичинкові нитки голі, жовті, пильовики дрібні, довгасто-еліптичні, близько 2,5 міліметрів завдовжки. Зав'язь майже дорівнює тичинкам, з дуже довгим стовпчиком. Плід вузько циліндричної форми, до 2,5 сантиметрів завдовжки і 0,5 сантиметра завширшки, з довгим дзьобиком, насінини кутасті. Кількість нормально розвинених насінин до 50. Розмноження насіннєве, рідко вегетативне.
Цвіте з початку травня до кінця липня, плодоносить у червні-серпні.

## Екологія
Зростає на степових щебнистих сонячних схилах, лісових галявинах, субальпійських луках, арчевниках, що стеляться у високогір'ї (на висоті понад 2 500 м над рівнем моря).

## Поширення
Тюльпан різнолистий в дикому виді зустрічається в Казахстані, Киргизстані та в Сіньцзян-Уйгурському автономному районі Китаю. В Казахстані зростає на хребтах Заілійському, Кюнгей, Терскей Ала-Тоо і Кетмень (на півдні Алматинської області).

## Охоронні заходи
Tulipa heterophylla був занесений до Червоної книги СРСР.

## Культивування
У культурі не вирощується. В Алмати була спроба вирощувати з цибулин, перенесених з природних популяцій з 1990 року. В культурі нестійкий, частка квітучих особин не перевищує 30 %, не плодоносить, випадає через 2-3 роки.

## Використання
Дуже оригінальний мініатюрний тюльпан, придатний для альпінаріїв. Необхідна розробка спеціальних прийомів культивування.